# Снигирь, Прокофий Федотович
Прокофий Федотович Снигирь (7 июля 1880, Глеваха, Глевахская волость, Киевский уезд, Киевская губерния  — 1933) — крестьянин, депутат Государственной думы II созыва от Киевской губернии.

## Биография

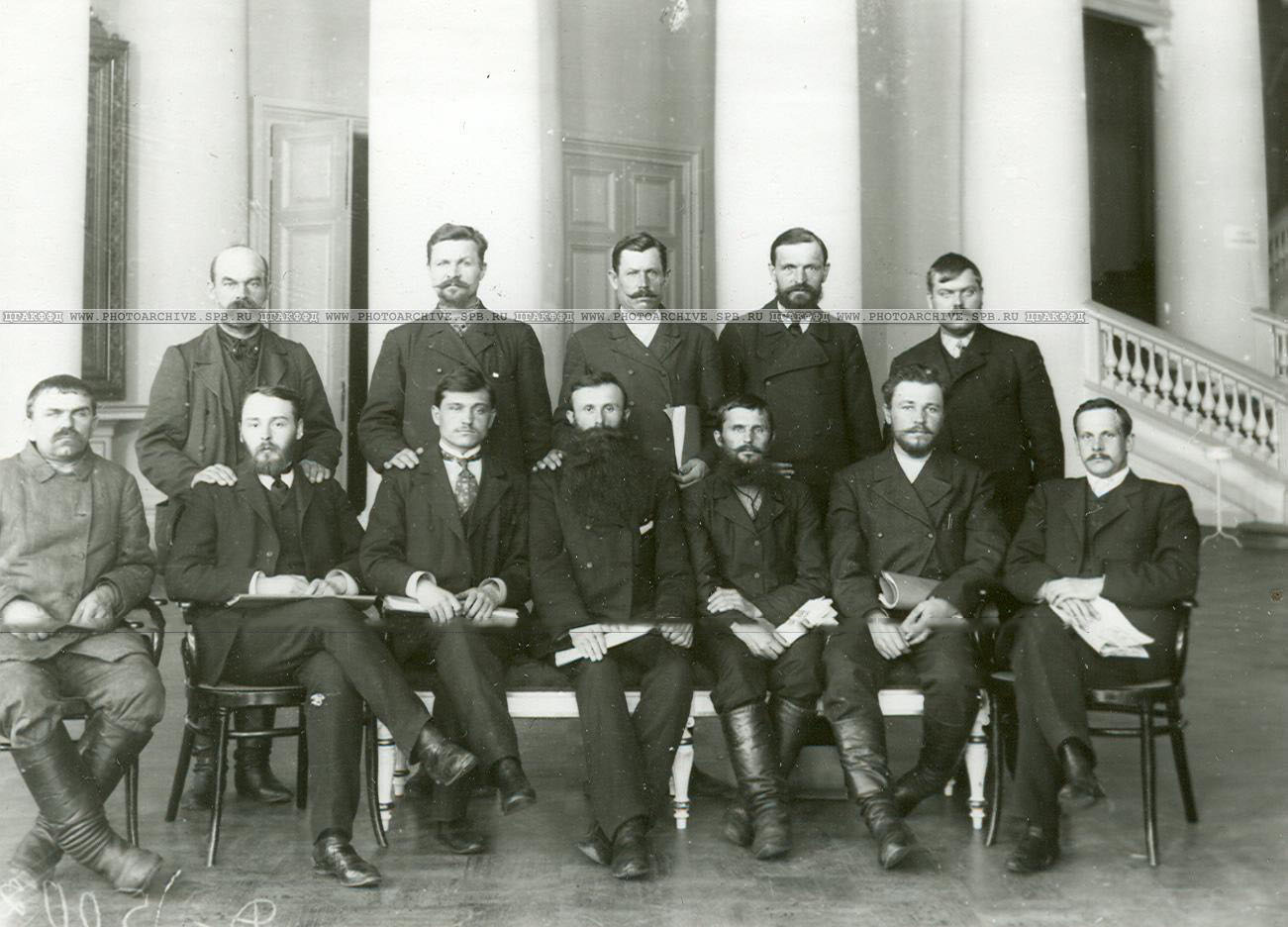
Депутаты 2-й Государственной думы от Киевской губернии. Стоят: Нечитайло С. В., Маляренко К. Е., Военный М. Ф., Михайлюк И. А., Снигирь П. Ф.; сидят: Чеповенко З. Я., Кириенко И. И., Вовчинский М. Н., Гуменко И. А., Сахно В. Г., Краселюк И. Н., Фёдоров Г. Г.

По национальности украинец («малоросс»). Крестьянин из местечка Глеваха Киевского уезда Киевской губернии. Выпускник двухклассной церковно-приходской школы. Являлся помощником волостного писаря, позднее служил волостным кассиром. Занимался земледелием на участке площадью 8,5 десятин земли. Во время выборов в Думу оставался внепартийным.
8 февраля 1907 избран во Государственную думу II созыва от общего состава выборщиков Киевского губернского избирательного собрания. Вошёл в состав Трудовой группы и фракции Крестьянского союза.  Членом думских комиссий не был.
После роспуска Думы в августе 1907 перебрался в Будаевку, где служил то ли дворником, то ли  лакеем в пивной.
В 1921 году писарь Будаевского волостного исполкома.

### Рекомендуемые источники
- Российский государственный исторический архив. Фонд 1278. Опись 1 (2-й созыв). Дело 397; Дело 603. Лист 21, 22.